# Colonia Morelos, Salamanca
Colonia Morelos är en ort i Mexiko.   Den ligger i kommunen Salamanca och delstaten Guanajuato, i den centrala delen av landet, 230 km nordväst om huvudstaden Mexico City. Colonia Morelos ligger 1 729 meter över havet och antalet invånare är 773.
Terrängen runt Colonia Morelos är en högslätt. Runt Colonia Morelos är det ganska tätbefolkat, med 149 invånare per kvadratkilometer. Närmaste större samhälle är Salamanca, 18,2 km nordväst om Colonia Morelos. Trakten runt Colonia Morelos består till största delen av jordbruksmark.